# TortoiseSVN
TortoiseSVN is een vrije Subversion-client waarmee aan versiebeheer kan worden gedaan. TortoiseSVN werkt als shell-extensie in Windows.

## Functies
- Icoon op bestandstypepictogram geeft de status van een bestand weer (toegevoegd, verwijderd, conflicterend, normaal, alleen lezen[2])
- Rechten van bestanden aanpassen

## Integratie met andere software
TortoiseSVN maakt gebruik van TortoiseMerge om verschillen tussen 2 bestanden visueel te vergelijken.
TortoiseSVN kan geïntegreerd worden met Microsoft Visual Studio door het gebruik van een plug-in van derden, waaronder VisualSVN, VsTortoise en AnkhSVN. SVN-Monitor (later hernoemd naar Vercue), een programma dat de wijzigingen in repositories opvolgde, maakt ook gebruik van TortoiseSVN.